# Mistrzostwa Afryki w Badmintonie 2019
Mistrzostwa Afryki w Badmintonie 2019 – zawody organizowane przez Badminton Confederation of Africa w ramach mistrzostw Afryki. Rozegrano pięć indywidualnych konkurencji w dniach 25–28 kwietnia. Rozgrywki odbyły się w nigeryjskim mieście Port Harcourt. Zawody drużynowe odbyły się w dniach 22–25 kwietnia.

## Medaliści
| Konkurencja             | 1. miejsce                                 | 2. miejsce                         | 3. miejsce                             |
| ----------------------- | ------------------------------------------ | ---------------------------------- | -------------------------------------- |
| Gra pojedyncza mężczyzn | Anuoluwapo Juwon Opeyori                   | Godwin Olofua                      | Clement Krobakpo                       |
| Gra pojedyncza mężczyzn | Anuoluwapo Juwon Opeyori                   | Godwin Olofua                      | Georges Jul Paul                       |
| Gra pojedyncza kobiet   | Dorcas Ajok Adesokan                       | Kate Foo Kune                      | Zainab Dami Alabi                      |
| Gra pojedyncza kobiet   | Dorcas Ajok Adesokan                       | Kate Foo Kune                      | Doha Hany                              |
| Gra podwójna mężczyzn   | Koceila Mammeri Youcef Sabri Medel         | Enejoh Abah Isaac Minaphee         | Abdelrahman Abdelhakim Ahmed Salah     |
| Gra podwójna mężczyzn   | Koceila Mammeri Youcef Sabri Medel         | Enejoh Abah Isaac Minaphee         | Godwin Olofua Anuoluwapo Juwon Opeyori |
| Gra podwójna kobiet     | Dorcas Ajoke Adesokan Uchechukwu Debo Ukeh | Amin Yop Christopher Chineye Ibere | Eyram Migbodzi Perpertual Mens Quaye   |
| Gra podwójna kobiet     | Dorcas Ajoke Adesokan Uchechukwu Debo Ukeh | Amin Yop Christopher Chineye Ibere | Augustina Ebhomien Sunday Peace Orji   |
| Gra mieszana            | Koceila Mammeri Linda Mazri                | Enejoh Abah Peace Orji             | Adham Hatem Elgamal Doha Hany          |
| Gra mieszana            | Koceila Mammeri Linda Mazri                | Enejoh Abah Peace Orji             | Ahmed Salah Hadia Hosny                |
| Zawody drużynowe        | Nigeria                                    | Mauritius                          | Egipt                                  |
| Zawody drużynowe        | Nigeria                                    | Mauritius                          | Ghana                                  |

## Tabela medalowa
| Poz.  | Reprezentacja | złoto | srebro | brąz | Razem |
| ----- | ------------- | ----- | ------ | ---- | ----- |
| 1.    | Nigeria       | 4     | 4      | 4    | 12    |
| 2.    | Algieria      | 2     | 0      | 0    | 2     |
| 3.    | Mauritius     | 0     | 2      | 1    | 3     |
| 4.    | Egipt         | 0     | 0      | 5    | 5     |
| 5.    | Ghana         | 0     | 0      | 2    | 2     |
| Razem | Razem         | 6     | 6      | 12   | 24    |